# Patriarchaatsklooster Peć

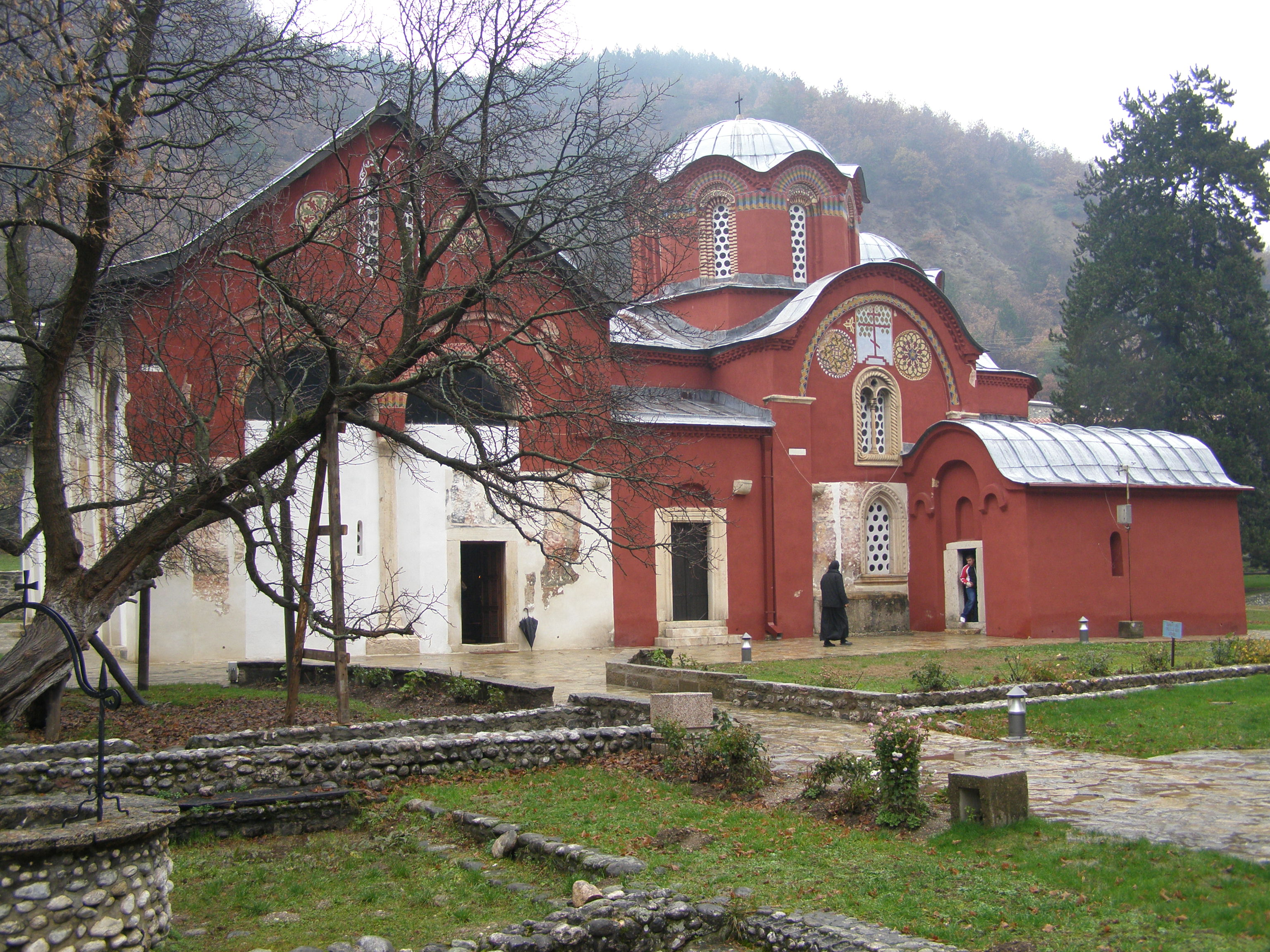
Klooster van Peć

Het Patriarchaatsklooster Peć (Servisch: Манастир Пећка патријаршија, Manastir Pećka Patrijaršija; Albanees: Patrikana e Pejës) is een Servisch-orthodox klooster even buiten het centrum van de Kosovaarse stad Pejë (Servisch: Peć). Het complex van kerken is de zetel en het mausoleum van de Servische aartsbisschoppen en patriarchen. Het klooster werd gesticht door Heilige Sava van Servië in het begin van de 13e eeuw.
Op 13 juli 2006 werd het op de Werelderfgoedlijst van UNESCO gezet onder de naam Middeleeuwse monumenten in Kosovo.

## Trivia
De aartsbisschop van Peć, metropoliet van Belgrado en Karlovci, Servisch patriarch Porfirije, zetelt niet in dit klooster maar in Belgrado.